# Rheum ribes
Rheum ribes, el ruibarbo sirio, es una especie comestible de ruibarbo silvestre en el género Rheum. 

## Distribución y hábitat
Crece entre los 1000 y 4000 m sobre rocas dunitas, en las laderas, entre piedras, y se distribuye en las regiones y subtropicales del mundo, principalmente en Asia occidental ( Turquía, Siria, Líbano, Irak, Irán, Azerbaiyán , Armenia) hasta Afganistán y Pakistán. El ruibarbo sirio es un vegetal parcialmente comercial obtenido de la naturaleza en el este y el sur de Anatolia, en el norte de Irak y en parte Noroeste de Irán a principios de primavera. Rheum ribes se considera como una especie medicinal valiosa en la medicina herbal .

## Descripción
El ruibarbo sirio es una planta herbácea ramificada, perenne y robusta, de hasta 1 m de altura. Tiene gruesos rizomas perennes, hojas grandes anuales de color rojizo verdoso como de frijol con tallos comestibles: Las pequeñas flores son amarillentas paniculadas, con una nuez de tres lados ovadas oblongas y semillas con grandes alas de color marrón rojo apagado.

## Cocina

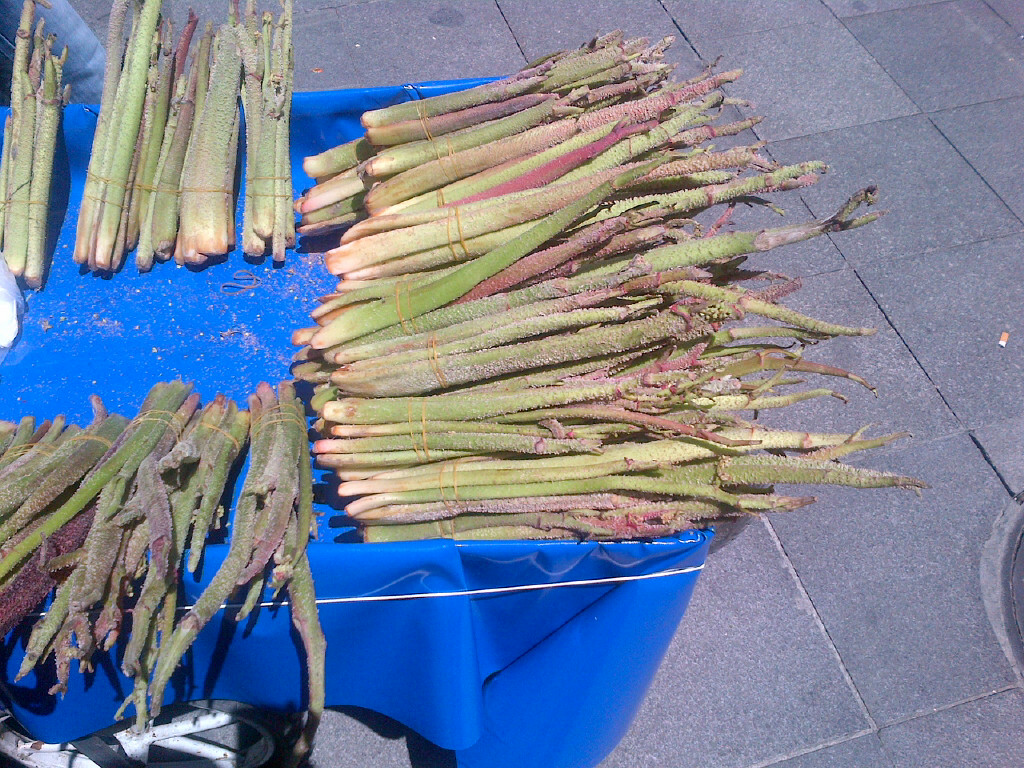
Işgın o ışkın (en turco) en el Mercado Histórico de Kadıköy, Estambul.

La parte comestible de la planta es el tallo, que se come crudo o cocido (ekşili ışgın y ışkınlı yumurta [huevos con ruibarbo salvaje] en Elazığ, Turquía; khoresh rivas [خورش ریواس] o "guiso de ruibarbo Pérsico" en Irán). Las hojas y pecíolo a menudo se comen crudos como ensalada , a veces se venden en los mercados locales del norte de Baluchistán.

## Propiedades
Rheum ribes es la fuente de una de las más importantes drogas en crudo en regiones del oeste asiático. Contiene vitaminas vegetales A, B, C en abundancia. La raíz de ruibarbo siria ( Rhizoma Rhei ribi ) se utiliza tradicionalmente para tratar la diabetes, hemorroides, úlceras y diarreas. La planta también se utiliza como digestivo y aperitivo en Bitlis, Turquía. En la medicina tradicional herbal, el tallo y la raíz se secapara el tratamiento de la anemia, anorexia, ansiedad, la depresión y la diabetes.
Química
Contiene las antraquinonas crisofanol, parietin y emodina, los flavonoides quercetina, fisetina, quercetina 3-0-ramnósido, quercetina 3-0-galactósido y quercetina 3-0-rutinósido que fueron aisladas de los brotes de ruibarbo sirio.

## Taxonomía
Rheum ribes fue descrita por Carlos Linneo y publicado en Species Plantarum 372. 1753.
Etimología
El epíteto de nombre de la especie se deriva de la palabra árabe Ribas ( ريباس ), refiriéndose al ruibarbo sirio. El ruibarbo sirio se llama así probablemente por el parecido de su panícula de fruta a los racimos de pasas de Corinto, es particularmente ornamental con motivo de sus hojas así como por sus flores y frutas.
Sinonimia
- Rhabarbarum ribes Moench[16]